# El mal amor
 El mal amor  es una película en blanco y negro de Argentina dirigida por Luis Mottura sobre el guion de María Luz Regás y Alfredo Ruanova según la obra teatral homónima de María Luz Regás, que se estrenó el 24 de febrero de 1955 y que tuvo como protagonistas a Mecha Ortiz, Ricardo Passano,	Pedro Hurtado y Antonia Herrero.

## Sinopsis
Una anciana trata de llevar a la ruina a su nuera viuda.

## Reparto
```
Mecha Ortiz
	 	Marcela

Ricardo Passano
	Rafael 

Pedro Hurtado
	 	Félix Zaldívar

Antonia Herrero
	Emilia Zaldívar

Vicky Seepol
	 	Marta

Mateo Martínez
	 	Doctor Sabora

Nery Smirna
	 	Casilda
J.P. Lemos	 	        Muchacho
```

## Comentarios
El Heraldo del Cinematografista dijo:

”Abunda en diálogos un tanto sentenciosos, cargando las tintas melodramáticas del asunto, especialmente dirigido a público femenino.”